# AM 738 4to
AM 738 4to（Edda oblongata（縦長のエッダ）とも）とは、1680年頃のアイスランドの写本である。図版を数多く含んでいることで有名。現在はアイスランドのアールニ・マグヌースソン研究所(en) に所蔵されている。

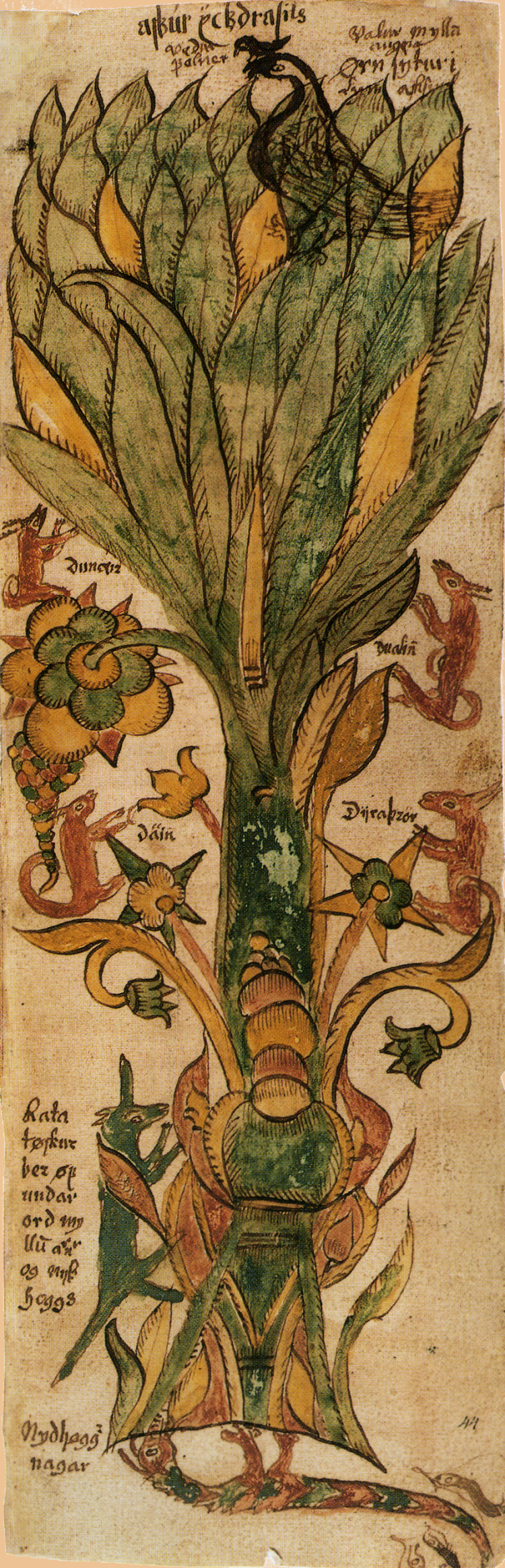
イッグドラシッル。
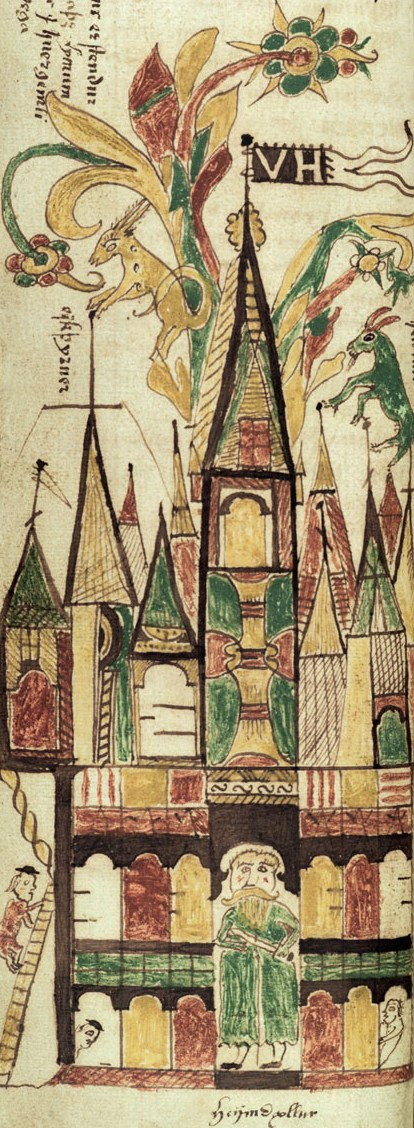
ヴァルホッル。
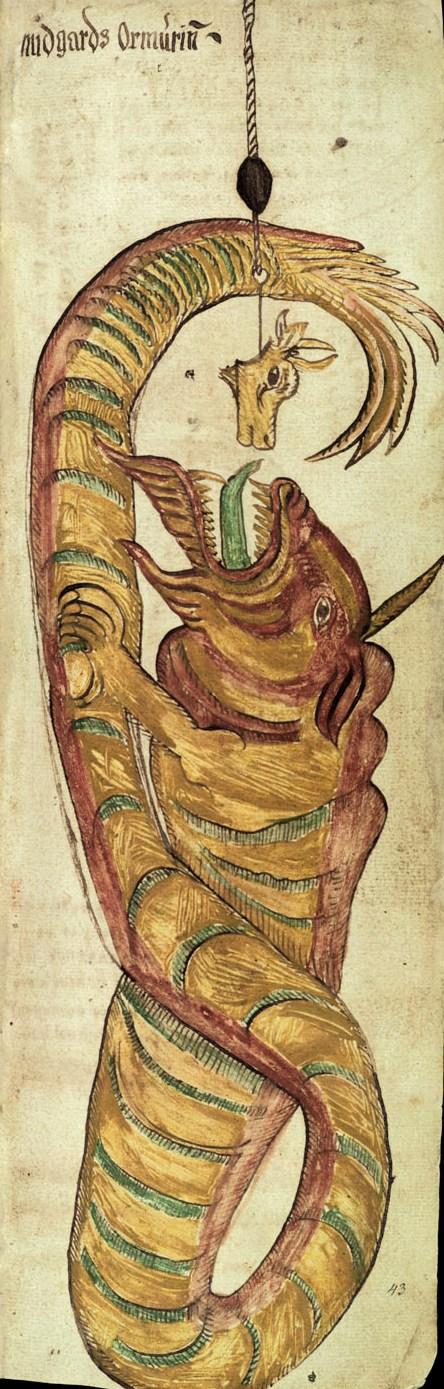
雄牛の生首で釣り上げられるヨルムンガンドル。
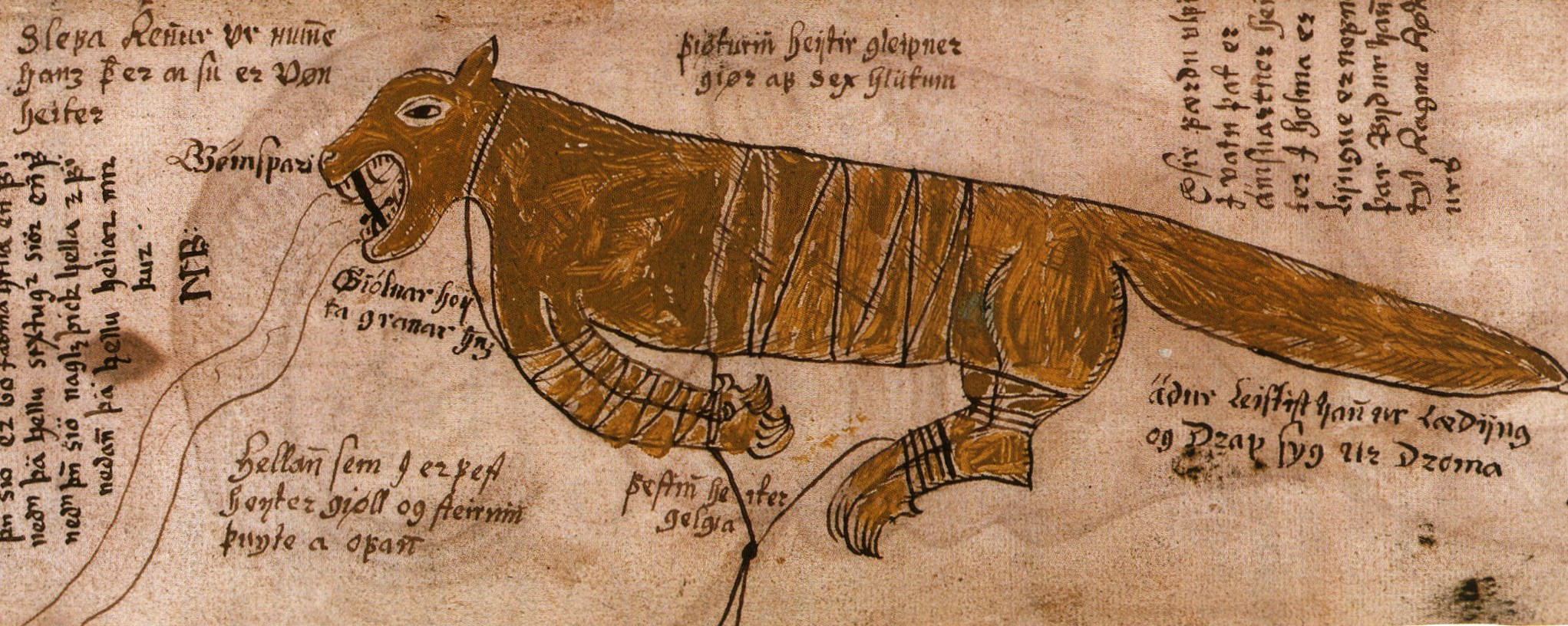
フェンリル狼が縛られ、その口からヴァーン川が流れ出している。
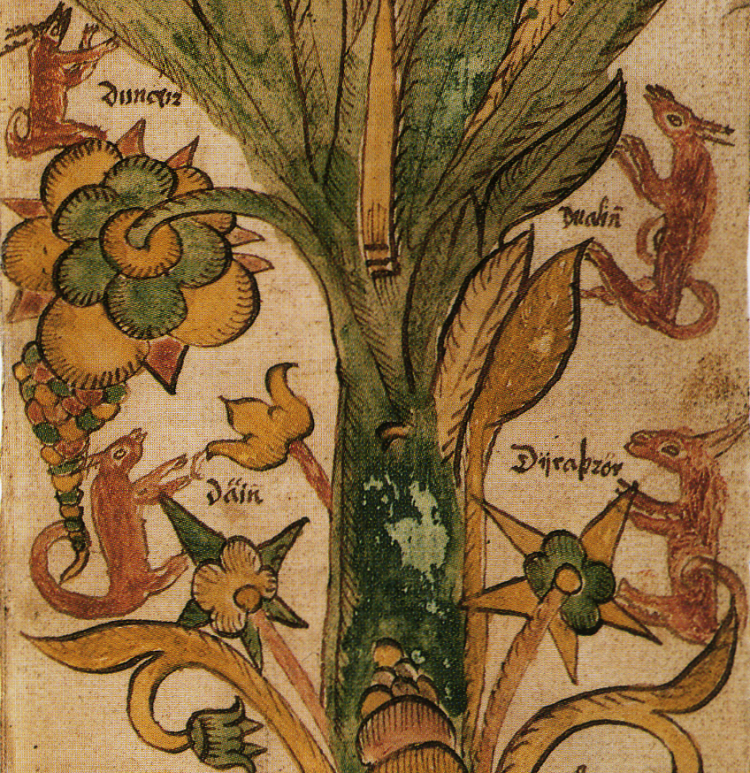
イッグドラシッルの周りの4匹の鹿。
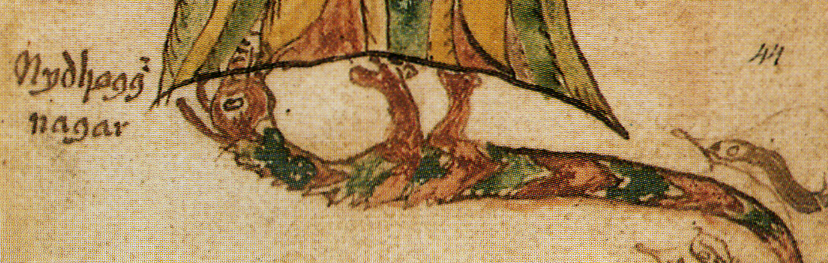
イッグドラシッルの根を噛むニーズヘッグル
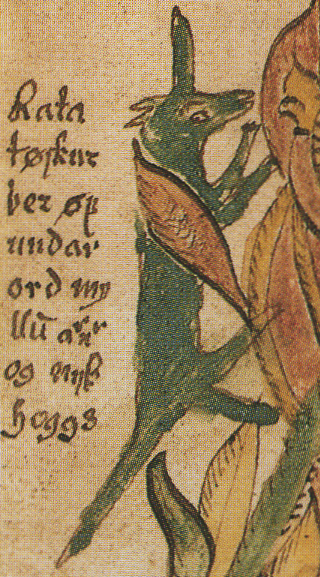
イッグドラシッルを駆け上るラタトスクル。
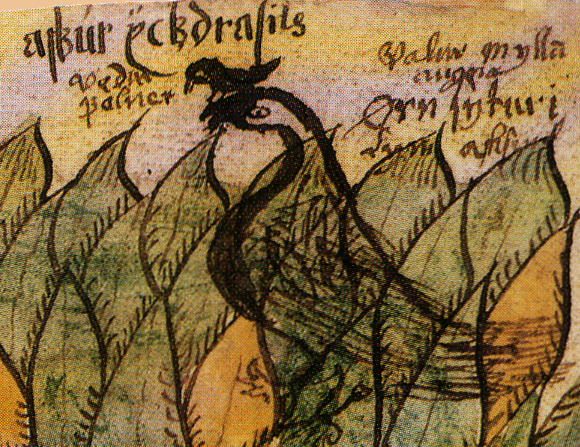
イッグドラシッルの頂きに座すヴェズルフェルニル。
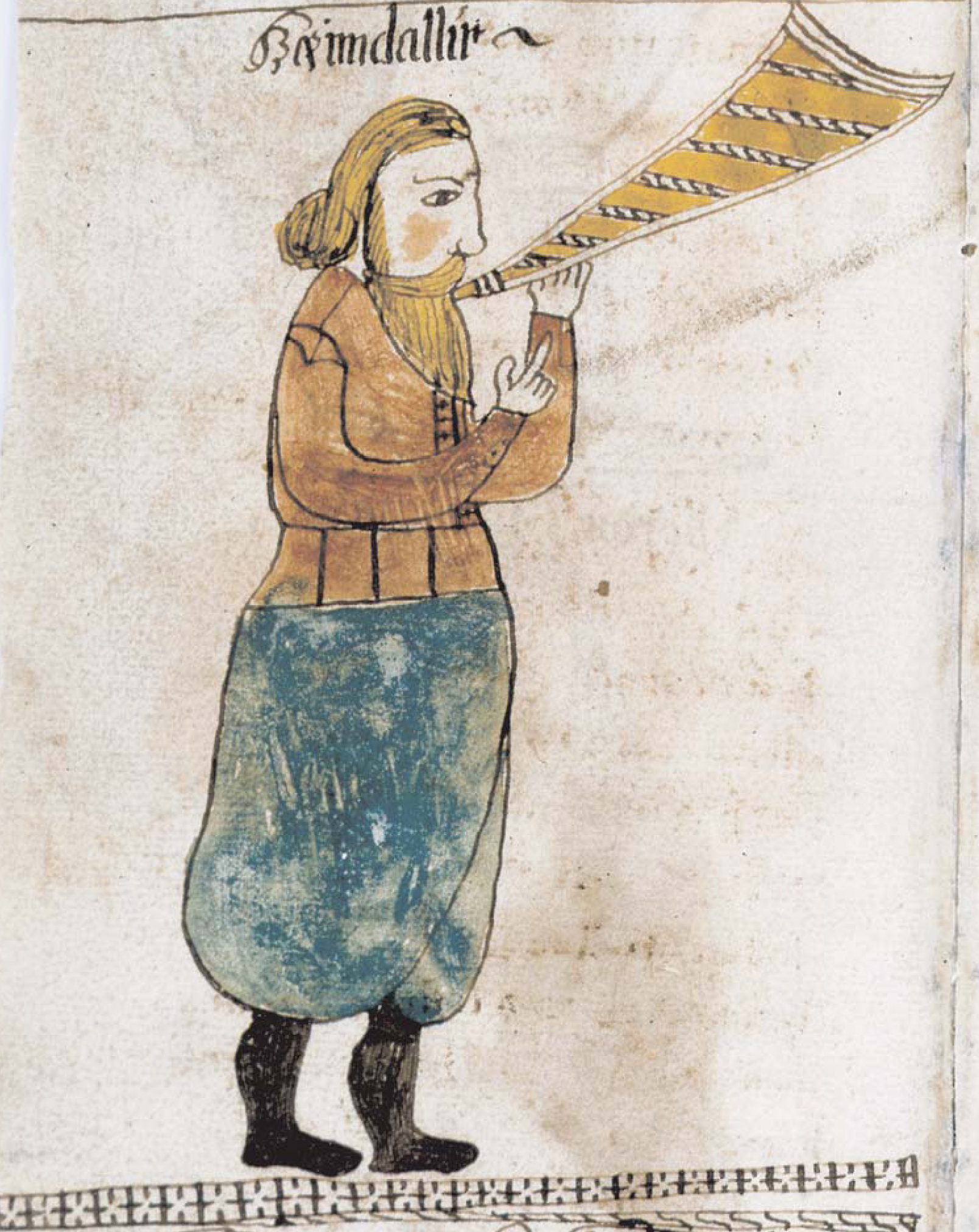
ギャッラルホルンを吹き鳴らすヘイムダッル。